# Ectocyclops
Ectocyclops – rodzaj widłonogów z rodziny Cyclopidae. Nazwa naukowa tego rodzaju skorupiaków została opublikowana w 1904 roku przez brytyjskiego zoologa George’a Stewardsona Brady’ego.

## Podział systematyczny
Do rodzaju należą następujące gatunki:

- Ectocyclops affinis (Sars G.O., 1863) – nomen nudum
- Ectocyclops bradyi Mahoon & Zia, 1985
- Ectocyclops bromelicola Kiefer, 1935
- Ectocyclops clausi Mahoon & Zia, 1985
- Ectocyclops compactus (Sars G.O., 1909)
- Ectocyclops coperes (Gurney, 1928)
- Ectocyclops forbesi Mahoon & Zia, 1985
- Ectocyclops herbsti Dussart, 1984
- Ectocyclops hirsutus Kiefer, 1930
- Ectocyclops ilariensis Onabamiro, 1952
- Ectocyclops medius Kiefer, 1930
- Ectocyclops mozhae Baribwegure & Dumont, 2000
- Ectocyclops phaleratus (Koch, 1838)
- Ectocyclops polyacanthus Harada, 1931
- Ectocyclops polyspinosus Harada, 1931
- Ectocyclops rahmi Lindberg, 1957
- Ectocyclops rubescens Brady, 1904
- Ectocyclops sarsi Mahoon & Zia, 1985
- Ectocyclops strenzkei Herbst, 1959